# Fides et ratio
(Incipit dell'enciclica Fides et ratio)
Fides et ratio  (in italiano: Fede e ragione) è una lettera enciclica pubblicata da papa Giovanni Paolo II il 14 settembre 1998.
L'enciclica venne diffusa e presentata ai vescovi, sacerdoti e fedeli il 15 ottobre 1998 in una conferenza stampa alla quale parteciparono il prefetto della Congregazione per la dottrina della fede, Joseph Ratzinger, l'arcivescovo di Lublino Józef Życiński, il vescovo ausiliare di Roma Rino Fisichella e il Teologo della Casa Pontificia Georges Cottier.

## Contenuti
L'enciclica incomincia con la metafora delle due ali – la fede e la ragione – con cui lo spirito umano spicca il volo verso la ricerca della verità. Con questa metafora, il Papa spiega che fede e ragione non si escludono, ma al contrario si completano e si sostengono a vicenda.
L'enciclica prosegue spiegando quindi che la fede non va accettata ma va pensata, anzi esige di essere pensata. Nessuna fede può essere accettata se prima non è pensata dall'intelletto, tramite il quale Dio si rivela e spiega il suo amore: infatti, esso viene rivelato all'uomo, che a sua volta deve conoscere e capire la rivelazione; il processo della conoscenza della rivelazione passa però dalla ragione, non vi è altra via.
L'ascolto della Parola in ogni caso non trova subito la logica accettazione: spesso la razionalità ha la necessità di ricerca, che si fermerebbe subito se essa fosse solo analitica; pertanto, affinché la razionalità continui a dare il suo riscontro c'è la necessità della fede di proseguire anche se in quel momento la ragione non dà risposte. La ragione quindi, per perseguire la ricerca e avere le sue risposte, ha spesso la necessità di invocare la fede.
L'uomo naturalmente ha una vocazione per la ricerca della verità ma spesso usa solo un'ala (o la fede o la ragione) e così trova grandi difficoltà perché da sole queste virtù sono incomplete. Infatti, se la ragione diventa solo speculazione di sé stessa e si richiude contorcendosi sulle proprie idee, la fede dopo un po' si inaridisce senza l'interesse della scoperta e della verità che si rivela. Solo l'eterna dialettica delle due cose dà necessità alla vita dell'uomo nella sua essenza di essere creato.
L'insidia più grande è quella di non governare più la ragione, in virtù di un non chiaro relativismo religioso in cui la ragione percorre le sue strade lontano dalla divina Rivelazione. Da qui quelli che sono ritenuti da Wojtyła i due mali del secolo: l'indifferenza religiosa da una parte, e il crearsi una religione e un dio a proprio uso e consumo dall'altra.
Spesso si ha la necessità di credere perché lo vuole la natura umana, lo chiede la ragione, lo chiede la fede, ma il vuoto degli ideali, il nichilismo imperante e l'indifferenza più totale distolgono dalla cura che si dovrebbe avere della ragione e della fede. Secondo il papa, tale nichilismo imperante, causa diretta e indiretta del benessere oltre ogni misura, si combatte solo con una fede in divenire, in crescita, una fede che va nutrita e curata tramite la ragione.
L'emotività spesso fornisce all'uomo un'etica del momento, la quale si discosta da una verità rivelata: spesso il bene degli uomini passa davanti al sacrificio di un uomo.
I nn. 43-44 sono dedicati all'armonia tra fede e ragione secondo Tommaso d'Aquino. Citando Paolo VI, Giovanni Paolo II afferma che la sua opera fu caratterizzata dal coraggio della verità, dalla libertà di spirito, dall’onestà intellettuale.